# Judith Siebert
Judith Siebert (* 13. Oktober 1977 in Berlin als Judith Sylvester) ist eine ehemalige deutsche Volleyball-Nationalspielerin. Sie nahm zweimal an Olympischen Spielen teil.

## Volleyball-Karriere
Judith Sylvester begann mit dem Volleyball bei den heimatlichen Klubs BWF Marzahn und TZ Berlin-Marzahn. Ab 1991 spielte sie beim Regionalligisten Marzahner SV und mit einem Zweitspielrecht beim Juniorinnen-Team VC Olympia Berlin in der 2. Bundesliga. 1995/96 spielte sie beim Bundesligisten CJD Berlin, mit dem sie deutsche Vizemeisterin wurde. Nach einer einjährigen Spielpause war die Diagonalspielerin beim Ligakonkurrenten USC Münster aktiv. Hier wurde sie dreimal deutsche Vizemeisterin und gewann 2000 den DVV-Pokal. Von 2002 bis 2004 spielte Sylvester beim TSV Bayer 04 Leverkusen. Danach war sie ein Jahr in Italien aktiv, zunächst beim Zweitligisten Properzi Volley Lodi und dann  bei Volley Modena. Nach einer Babypause spielte Siebert von 2007 bis 2010 beim TuS Iserlohn in der 2. Bundesliga und in der Regionalliga.
Sylvester belegte mit der deutschen Juniorinnen-Nationalmannschaft 1994 bei der Junioren-Europameisterschaft in Ungarn Platz drei und 1995 bei der U21-Weltmeisterschaft in Thailand Platz acht. Sie spielte 170 mal in der A-Nationalmannschaft und wurde Vierte bei der Europameisterschaft 1999 in Italien. Bei den Olympischen Spielen 2000 in Sydney erreichte sie Platz sechs. Weniger erfolgreich waren die Europameisterschaft 2001 in Bulgarien (Platz neun) und die Weltmeisterschaft 2002 im eigenen Land (Platz zehn). Bei der Europameisterschaft 2003 in der Türkei erreichte Sylvester mit Platz drei einen Medaillenrang. Bei ihren zweiten Olympischen Spielen 2004 in Athen schied sie mit der Nationalmannschaft nach der Vorrunde aus und wurde Neunte.

## Privates
Judith Siebert lebt in Iserlohn. Sie ist mit dem Basketballspieler/-trainer Ingo Siebert verheiratet und hat eine Tochter Sina, die ebenfalls Volleyball spielt.